# Třetí vláda Vladimíra Mečiara
Třetí vláda Vladimíra Mečiara byla v letech 1994–1998 vláda na Slovensku. Vznikla po parlamentních volbách, které se uskutečnily 30. září a 1. října 1994. Předsedou vlády byl Vladimír Mečiar.
Jednalo se o koaliční vládu, jejíž součástí bylo Hnutie za demokratické Slovensko (HZDS), Združenie robotníkov Slovenska (ZRS), Slovenská národná strana (SNS) a Nová agrárna strana (NAS).

## Složení vlády
| Úřad                                               | Člen vlády                     | Strana | Strana        | Nástup do úřadu   | Odchod z úřadu  |
| -------------------------------------------------- | ------------------------------ | ------ | ------------- | ----------------- | --------------- |
| Předseda vlády                                     | Vladimír Mečiar                |        | HZDS          | 13. prosince 1994 | 30. října 1998  |
| Místopředsedkyně vlády pro legislativu             | Katarína Tóthová               |        | HZDS          | 30. října 1998    | 15. října 2002  |
| Místopředseda vlády pro ekonomickou integraci      | Sergej Kozlík                  |        | HZDS          | 13. prosince 1994 | 30. října 1998  |
| Místopředseda vlády pro sociální a duchovní rozvoj | Jozef Kalman                   |        | ZRS           | 13. prosince 1994 | 30. října 1998  |
| Ministr hospodářství                               | Ján Ducký                      |        | HZDS          | 13. prosince 1994 | 27. srpna 1996  |
| Ministr hospodářství                               | Karol Česnek                   |        | HZDS          | 27. srpna 1996    | 27. února 1998  |
| Ministr hospodářství                               | Milan Cagala                   |        | HZDS          | 27. února 1998    | 30. října 1998  |
| Ministr financí                                    | Sergej Kozlík                  |        | HZDS          | 13. prosince 1994 | 14. ledna 1998  |
| Ministr financí                                    | Miroslav Maxon                 |        | NAS           | 14. ledna 1998    | 30. října 1998  |
| Ministr dopravy, pošt a telekomunikací             | Alexander Rezeš                |        | HZDS          | 13. prosince 1994 | 15. dubna 1997  |
| Ministr dopravy, pošt a telekomunikací             | Ján Jasovský                   |        | HZDS          | 16. dubna 1997    | 30. října 1998  |
| Ministr zemědělství a rozvoje venkova              | Peter Baco                     |        | HZDS          | 13. prosince 1994 | 30. října 1998  |
| Ministr výstavby a regionálního rozvoje            | Ján Mráz                       |        | nestr. za ZRS | 13. prosince 1994 | 30. října 1998  |
| Ministr vnitra                                     | Ľudovít Hudek                  |        | HZDS          | 13. prosince 1994 | 27. srpna 1996  |
| Ministr vnitra                                     | Gustáv Krajči                  |        | HZDS          | 27. srpna 1996    | 30. října 1998  |
| Ministr obrany                                     | Ján Sitek                      |        | SNS           | 13. prosince 1994 | 30. října 1998  |
| Ministr(yně) zahraničních věcí                     | Juraj Schenk                   |        | HZDS          | 13. prosince 1994 | 27. srpna 1996  |
| Ministr(yně) zahraničních věcí                     | Pavol Hamžík                   |        | HZDS          | 27. srpna 1996    | 11. června 1997 |
| Ministr(yně) zahraničních věcí                     | Zdenka Kramplová               |        | HZDS          | 11. června 1997   | 6. října 1998   |
| Ministr(yně) zahraničních věcí                     | Jozef Kalman (pověřen řízením) |        | ZRS           | 13. prosince 1994 | 30. října 1998  |
| Ministr(yně) práce, sociálních věcí a rodiny       | Oľga Keltošová                 |        | HZDS          | 13. prosince 1994 | 27. února 1998  |
| Ministr(yně) práce, sociálních věcí a rodiny       | Vojtech Tkáč                   |        | HZDS          | 27. února 1998    | 30. října 1998  |
| Ministr životního prostředí                        | Jozef Zlocha                   |        | HZDS          | 13. prosince 1994 | 30. října 1998  |
| Ministryně školství, vědy, výzkumu a sportu        | Eva Slavkovská                 |        | SNS           | 13. prosince 1994 | 30. října 1998  |
| Ministr kultury                                    | Ivan Hudec                     |        | HZDS          | 13. prosince 1994 | 30. října 1998  |
| Ministr zdravotnictví                              | Ľubomír Javorský               |        | HZDS          | 13. prosince 1994 | 30. října 1998  |
| Ministr pro správu a privatizaci národního majetku | Peter Bisák                    |        | ZRS           | 13. prosince 1994 | 30. října 1998  |

### Počet členů podle navrhujících subjektů
| - HZDS | 11 |
| - ZRS  | 4  |
| - SNS  | 2  |
| - NAS  | 1  |

## Vývoj ve vládě

### Nový volební zákon
Na jaře 1998 se objevily snahy HZDS o přijetí volebního zákona, který by fakticky likvidoval volební koalice. Tento krok byl namířen zejména proti právě vznikající Slovenské demokratické koalícii (SDK). Ta by podle nového zákona potřebovala získat 25 % hlasů, aby se dostala do parlamentu. To vyústilo do formální přeměny SDK z koalice na stranu. Původně se rovněž uvažovalo o dvojkoalici Křesťanskodemokratického hnutí (KDH) a Demokratické unie (DÚ) s kandidáty tří menších stran (DS, SDSS a SZS) na jejich kandidátkach. Členové právě těchto pěti stran novou SDK vytvořili.
Parlamentní volby v roce 1998 sice vyhrálo HZDS se ziskem 27 % hlasů, na vytvoření vlády to však nestačilo. Vládní koalici tedy nakonec vytvořila SDK, která skončila druhá se ziskem 26,33 % hlasů. Vytvořila vládní koalici společně se Stranou demokratickej ľavice (SDĽ), Stranou maďarskej koalície (SMK) a Stranou občianskeho porozumenia (SOP), v čele s Mikulášem Dzurindou.

### Zavlečení Michala Kováče ml. do ciziny
31. srpna 1995 byl syn tehdejšího prezidenta SR Michala Kováče Michal Kováč mladší násilně zavlečen do rakouského Hainburgu. Z provedené akce byla podezírána slovenská tajná služba SIS pod vedením Ivana Lexy. Podle policejního vyšetřování důstojník SIS Ján T. toho dne odpoledne cestoval do Hainburgu. Anonymně po telefonu oznámil rakouské policii, že se před hainburskou policejní stanicí nachází v zaparkovaném Mercedesu člověk, na kterého je vydán mezinárodní zatykač. Šlo o uneseného, zbitého a do bezvědomí opilého Michala Kováče mladšího.
Podle zveřejněných informací mělo být důsledkem této akce odstoupení prezidenta z funkce, což mohlo být snahou tehdejší vlády pro její neustálé konflikty mezi ní a prezidentem. Prezident však ve funkci zůstal až do konce svého funkčního období. Do ukončení jeho funkčního období se ale nepodařilo nového prezidenta zvolit, proto po 3. březnu 1998 převzala část jeho kompetencí vláda a její předseda Vladimír Mečiar (Nový prezident byl zvolen až přímou volbou a funkce se ujal až 15. června 1999). Hned první den využil Mečiar získané prezidentské pravomoci a udělil amnestii pro pachatele zavlečení. 7. července 1998 udělil ještě jednu amnestii na stejné skutky. Tyto amnestie v kombinaci s několika výměnami vyšetřovatelů způsobily, že kauza nebyla nikdy zcela vyšetřena a právně dotažena do konce. 20. prosince 2002 Nejvyšší soud SR zamítl stížnost Generální prokuratury proti zastavení vyšetřování. Odvolání proti tomuto rozhodnutí není možné.